# تسنین
تسنین (به عربی: تسنین) یک روستا در سوریه است که در الرستن واقع شده‌است. تسنین ۲٬۷۱۳ نفر جمعیت دارد.